# Eatonton
Eatonton é uma cidade localizada no estado americano de Geórgia, no Condado de Putnam.

## Demografia
Segundo o censo americano de 2000, a sua população era de 6764 habitantes.
Em 2006, foi estimada uma população de 6732, um decréscimo de 32 (-0.5%).

## Geografia
De acordo com o United States Census Bureau tem uma área de
53,5 km², dos quais 53,2 km² cobertos por terra e 0,3 km² cobertos por água. Eatonton localiza-se a aproximadamente 159 m acima do nível do mar.

## Localidades na vizinhança
O diagrama seguinte representa as localidades num raio de 36 km ao redor de Eatonton.